# Xanthosoma cubense
Xanthosoma cubense là một loài thực vật có hoa trong họ Ráy (Araceae). Loài này được (Schott) Schott miêu tả khoa học đầu tiên năm 1865.